# Edith Picht-Axenfeld
Pour les articles homonymes, voir Axenfeld.
Edith Picht-Axenfeld, née le 1er janvier 1914 à Fribourg-en-Brisgau et morte le 19 avril 2001, est une pianiste et claveciniste allemande.

## Carrière
Elle étudie le piano à Lugano, Bâle, Berlin notamment avec Rudolf Serkin et Albert Schweitzer. En 1937 elle remporte le 6e prix du Concours Chopin à Varsovie, ce qui marque le début d'une brillante carrière internationale. 
De 1947 à 1979, elle enseigne au Conservatoire de Fribourg-en-Brisgau. Elle joue en trio avec Nicolas Chumachenco et Alexandre Stein et en sonate avec le hautboïste Heinz Holliger.